# Johann Christian Lange

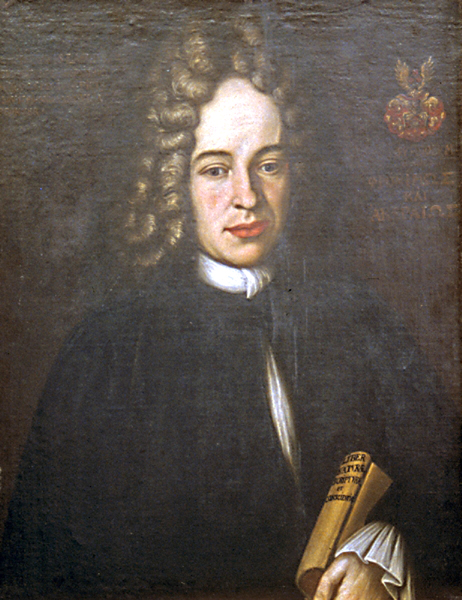
Porträt Langes von einem unbekannten Künstler um 1720

Johann Christian Lange (Pseudonym: Justiniani Clementis Leucopolitani; * 25. Dezember 1669 in Leipzig; † 18. Dezember 1756 in Idstein) war ein deutscher lutherischer Geistlicher, Theologe, Kirchenlieddichter und Hochschullehrer.

## Leben
Lange war Sohn des Juristen Johann Lange. Nachdem er zunächst durch Hauslehrer ausgebildet wurde, kam er 1685 an das Zittauer Gymnasium, an dem Christian Weise, ein Freund seines Vaters, als Rektor wirkte. Von ihm veröffentlichte er 1712 Nucleus logicae Weisianae. Diese Zeit brachte ihn erstmals mit dem Pietismus in Berührung. Zum Sommersemester 1687 wurde er an der Universität Leipzig immatrikuliert. Am 29. Dezember 1688 zum Bakkalaureus und am 31. Januar 1689 zum Magister graduiert, strebte er zunächst eine akademische Laufbahn an. Allerdings wurde er, nachdem er an Pfingsten 1690 über die Vollkommenheit des getauften und wiedergeborenen Christen predigte, von der Universität verwiesen. Außerdem wurde ihm jegliche Anstellung in Kursachsen unmöglich gemacht. In seiner Leipziger Zeit stand er zudem in Kontakt mit August Hermann Francke und dessen Kreis.
Lange kam 1690 als Hauslehrer zu Johann Wilhelm Petersen nach Lüneburg. Trotz dessen Amtsenthebung wegen seines Chiliasmus 1692 blieb Lange zunächst bei Petersen, kam auf Wunsch seiner Eltern allerdings 1694 nach Leipzig zurück. Nach der Aufhebung seiner Suspendierung 1697 erhielt er im selben Jahr auf Empfehlung von Philipp Jacob Spener und Adam Rechenberg einen Ruf als außerordentlicher Professor der Philosophie an die Universität Gießen. Noch 1697 stieg er zum ordentlichen Professor für Moralphilosophie auf. Er bekleidete mehrmals das Amt des Dekans der Philosophischen Fakultät, war 1705 Rektor der Universität und erhielt 1707 die Professur für Logik und Metaphysik. 1716 wurde er dort von der Theologischen Fakultät zum Doktor der Theologie promoviert.
Lange folgte 1716 einem Ruf des Fürsten Georg August von Nassau-Idstein als Superintendent. Ab 1721 unter den Fürsten Karl Ludwig von Nassau-Saarbrücken und Friedrich Ludwig von Nassau-Ottweiler wirkte er als Generalsuperintendent. Er erhielt damit die Aufsicht in den Grafschaften Saarbrücken und Saarwerden sowie in den Herrschaften Ottweiler und Kirchheim. 1728 wurde er durch die Fürstin Charlotta Amalia von Nassau-Usingen daneben zum Generalsuperintendenten über Nassau-Usingen ernannt, 1730 richtete er in den linksrheinischen Gebieten wieder ein eigenes Konsistorium ein. Neben seiner fast 40 Jahre dauernden Aufsicht in kirchlichen Angelegenheiten in Nassau war er außerdem Scholarch des Gymnasiums in Idstein, an dem er zudem Religion und Philosophie unterrichtete. Auch verfasste er zusammen mit der Fürstin 1730 eine „Summarische Schul- und Confirmationsordnung“, die bis 1815 in Kraft war.
Lange erstellte außerdem 1751 ein neues Gesangbuch für Nassau und richtete von 1728 bis 1730 das Nassauische Zentralarchiv ein, das später nach Wiesbaden kam und im Hessischen Hauptstaatsarchiv aufging.
In seinem Haushalt beherbergte er beispielsweise Johann Peter Reusch. Zu seinen Schülern in Idstein zählte Johann Christoph Stockhausen.

## Werke

### Schriften (Auswahl)
- De sapientiae humanae et speciatim philosophiae moralis recto ac perperam tractato, Griebel, Darmstadt 1698.
- Gewissenhaffte Anmerckungen von dem Amte einer Christlichen Obrigkeit, Sonderlich die in Beziehung auf göttlich- und weltliche Rechte eingeführte Straffen der Ubelthäter betreffend, 1698.
- Vernunfft-mässiges Bescheidenes und Unparteyisches Bedencken Uber die Durch mancherley öffentliche Schrifften und anderweitig zum öfftern angeregte Streitigkeit vom Tantzen, Schall, Frankfurt und Leipzig 1704.
- Schediasma morale criticum, in quo proponitur specimen exemplare legitimorum conaminum circa artem criticae moralis penitus excolendam, Gießen 1704.
- Protheoria Eruditionis Humanae Universae: Oder Fragen von der Gelehrsamkeit der Menschen ins gemein: Zu besonderm Dienst und Nutzen der Studierenden Jugend, Wie auch zum Behuf und Fundament seiner Academischen Praelectionen, Müller, Gießen 1706.
- Grundlegung zu einer realen Kirchen-Historie Des Alten Testaments, Heinichen, Leipzig 1716.

### Kirchenlieder (Auswahl)
- Wer recht die Pfingsten feiern will.
- Mein Jesus, süße Seelenlust.
- Du, Jesu, bist mein Himmelsweg.